# French Open 2008
Die 107. French Open 2008 fanden vom 25. Mai bis zum 8. Juni 2008 in Paris im Stade Roland Garros statt.
Titelverteidiger im Einzel waren Rafael Nadal bei den Herren sowie Justine Henin bei den Damen. Im Herrendoppel waren Mark Knowles und Daniel Nestor, im Damendoppel Alicia Molik und Mara Santangelo die Titelverteidiger. Nathalie Dechy und Andy Ram waren die Titelverteidiger im Mixed.
Da Justine Henin im Mai 2008 das Ende ihrer Karriere bekannt gab, konnte sie ihren Titel nicht verteidigen. Sie verpasste damit die Möglichkeit, die erste Frau der Open Era zu werden, die viermal in Folge die French Open gewinnen konnte.
Im Herreneinzel gewann Rafael Nadal, welcher während des Turniers keinen Satz abgab, zum vierten Mal in Folge und egalisierte damit Björn Borgs Open-Era-Rekord. Durch ihren Sieg im Dameneinzel wurde Ana Ivanović die neue Nummer eins der Damen-Weltrangliste. Im Herrendoppel siegten die ungesetzten Pablo Cuevas und Luis Horna, im Damendoppel Anabel Medina Garrigues und Virginia Ruano Pascual. Den Titel im Mixed gewannen Wiktoryja Asaranka und Bob Bryan.

## Herreneinzel
Setzliste
Rückzüge:
Andy Roddick,
Jo-Wilfried Tsonga und
Richard Gasquet.
| Nr. | Spieler            | Erreichte Runde |
| --- | ------------------ | --------------- |
| 01. | Roger Federer      | Finale          |
| 02. | Rafael Nadal       | Sieg            |
| 03. | Novak Đoković      | Halbfinale      |
| 04. | Nikolai Dawydenko  | 3. Runde        |
| 05. | David Ferrer       | Viertelfinale   |
| 06. | David Nalbandian   | 2. Runde        |
| 07. | James Blake        | 2. Runde        |
| 08. | Richard Gasquet    | Rückzug         |
| 09. | Stanislas Wawrinka | 3. Runde        |
| 10. | Andy Murray        | 3. Runde        |
| 11. | Tomáš Berdych      | 2. Runde        |
| 12. | Tommy Robredo      | 3. Runde        |
| 13. | Juan Mónaco        | 1. Runde        |
| 14. | Jo-Wilfried Tsonga | Rückzug         |
| 15. | Michail Juschny    | 3. Runde        |
| 16. | Carlos Moyá        | 1. Runde        |

| Nr. | Spieler             | Erreichte Runde |
| --- | ------------------- | --------------- |
| 17. | Marcos Baghdatis    | 1. Runde        |
| 18. | Paul-Henri Mathieu  | Achtelfinale    |
| 19. | Nicolás Almagro     | Viertelfinale   |
| 20. | Ivo Karlović        | 1. Runde        |
| 21. | Radek Štěpánek      | Achtelfinale    |
| 22. | Fernando Verdasco   | Achtelfinale    |
| 23. | Juan Carlos Ferrero | 1. Runde        |
| 24. | Fernando González   | Viertelfinale   |
| 25. | Lleyton Hewitt      | 3. Runde        |
| 26. | Jarkko Nieminen     | 3. Runde        |
| 27. | Igor Andrejew       | 2. Runde        |
| 28. | Ivan Ljubičić       | Achtelfinale    |
| 29. | Guillermo Cañas     | 1. Runde        |
| 30. | Dmitri Tursunow     | 3. Runde        |
| 31. | Andreas Seppi       | 1. Runde        |
| 32. | Janko Tipsarević    | 1. Runde        |

## Dameneinzel
Setzliste
Rückzüge:
Tatiana Golovin,
Sania Mirza,
Lindsay Davenport,
Daniela Hantuchová,
| Nr. | Spielerin           | Erreichte Runde |
| --- | ------------------- | --------------- |
| 01. | Marija Scharapowa   | Achtelfinale    |
| 02. | Ana Ivanović        | Sieg            |
| 03. | Jelena Janković     | Halbfinale      |
| 04. | Swetlana Kusnezowa  | Halbfinale      |
| 05. | Serena Williams     | 3. Runde        |
| 06. | Anna Tschakwetadse  | 2. Runde        |
| 07. | Jelena Dementjewa   | Viertelfinale   |
| 08. | Venus Williams      | 3. Runde        |
| 09. | Marion Bartoli      | 1. Runde        |
| 10. | Patty Schnyder      | Viertelfinale   |
| 11. | Wera Swonarjowa     | Achtelfinale    |
| 12. | Ágnes Szávay        | 3. Runde        |
| 13. | Dinara Safina       | Finale          |
| 14. | Agnieszka Radwańska | Achtelfinale    |
| 15. | Nicole Vaidišová    | 1. Runde        |
| 16. | Wiktoryja Asaranka  | Achtelfinale    |

| Nr. | Spielerin               | Erreichte Runde |
| --- | ----------------------- | --------------- |
| 17. | Shahar Peer             | 1. Runde        |
| 18. | Francesca Schiavone     | 3. Runde        |
| 19. | Alizé Cornet            | 3. Runde        |
| 20. | Sybille Bammer          | 1. Runde        |
| 21. | Marija Kirilenko        | 2. Runde        |
| 22. | Amélie Mauresmo         | 2. Runde        |
| 23. | Aljona Bondarenko       | 1. Runde        |
| 24. | Virginie Razzano        | 1. Runde        |
| 25. | Nadja Petrowa           | 3. Runde        |
| 26. | Flavia Pennetta         | Achtelfinale    |
| 27. | Katarina Srebotnik      | Achtelfinale    |
| 28. | Dominika Cibulková      | 3. Runde        |
| 29. | Anabel Medina Garrigues | 3. Runde        |
| 30. | Caroline Wozniacki      | 3. Runde        |
| 31. | Ai Sugiyama             | 2. Runde        |
| 32. | Karin Knapp             | 3. Runde        |

## Herrendoppel
Setzliste
| Nr. | Paarung                       | Erreichte Runde |
| --- | ----------------------------- | --------------- |
| 01. | Bob Bryan Mike Bryan          | Viertelfinale   |
| 02. | Daniel Nestor Nenad Zimonjić  | Finale          |
| 03. | Jonathan Erlich Andy Ram      | Achtelfinale    |
| 04. | Mahesh Bhupathi Mark Knowles  | 1. Runde        |
| 05. | Simon Aspelin Julian Knowle   | Achtelfinale    |
| 06. | Martin Damm Pavel Vízner      | 1. Runde        |
| 07. | Arnaud Clément Michaël Llodra | 1. Runde        |
| 08. | Jonas Björkman Kevin Ullyett  | Viertelfinale   |

| Nr. | Paarung                              | Erreichte Runde |
| --- | ------------------------------------ | --------------- |
| 09. | Lukáš Dlouhý Leander Paes            | Achtelfinale    |
| 10. | Jeff Coetzee Wesley Moodie           | 2. Runde        |
| 11. | Mariusz Fyrstenberg Marcin Matkowski | 2. Runde        |
| 12. | Maks Mirny Jamie Murray              | 1. Runde        |
| 13. | František Čermák Jordan Kerr         | 2. Runde        |
| 14. | Marcelo Melo André Sá                | 2. Runde        |
| 15. | Christopher Kas Rogier Wassen        | 2. Runde        |
| 16. | Julien Benneteau Nicolas Mahut       | Rückzug         |

## Damendoppel
Setzliste
| Nr. | Paarung                               | Erreichte Runde |
| --- | ------------------------------------- | --------------- |
| 01. | Cara Black Liezel Huber               | Halbfinale      |
| 02. | Katarina Srebotnik Ai Sugiyama        | 2. Runde        |
| 03. | Květa Peschke Rennae Stubbs           | Achtelfinale    |
| 04. | Chan Yung-jan Chuang Chia-jung        | Viertelfinale   |
| 05. | Alicia Molik Mara Santangelo          | 1. Runde        |
| 06. | Wiktoryja Asaranka Shahar Peer        | Viertelfinale   |
| 07. | Aljona Bondarenko Kateryna Bondarenko | Halbfinale      |
| 08. | Yan Zi Zheng Jie                      | Achtelfinale    |

| Nr. | Paarung                                        | Erreichte Runde |
| --- | ---------------------------------------------- | --------------- |
| 09. | Dinara Safina Ágnes Szávay                     | Achtelfinale    |
| 10. | Anabel Medina Garrigues Virginia Ruano Pascual | Sieg            |
| 11. | Peng Shuai Sun Tiantian                        | Achtelfinale    |
| 12. | Lisa Raymond Samantha Stosur                   | Achtelfinale    |
| 13. | Iveta Benešová Janette Husárová                | 1. Runde        |
| 14. | Nathalie Dechy Jelena Lichowzewa               | 2. Runde        |
| 15. | Marija Korytzewa Vladimíra Uhlířová            | Achtelfinale    |
| 16. | Tazzjana Putschak Anastassija Rodionowa        | 2. Runde        |

## Mixed
Setzliste
| Nr. | Paarung                           | Erreichte Runde |
| --- | --------------------------------- | --------------- |
| 01. | Katarina Srebotnik Nenad Zimonjić | Finale          |
| 02. | Květa Peschke Pavel Vízner        | Halbfinale      |
| 03. | Wiktoryja Asaranka Bob Bryan      | Sieg            |
| 04. | Chuang Chia-jung Jonathan Erlich  | 1. Runde        |

| Nr. | Paarung                     | Erreichte Runde |
| --- | --------------------------- | --------------- |
| 05. | Zheng Jie Mark Knowles      | Achtelfinale    |
| 06. | Cara Black Paul Hanley      | Achtelfinale    |
| 07. | Lisa Raymond Simon Aspelin  | 1. Runde        |
| 08. | Alicia Molik Jonas Björkman | 1. Runde        |

## Junioren

### Junioreneinzel
Den Titel bei den Junioren gewann der ungesetzte Taiwaner Yang Tsung-hua, der sich im Finale in zwei Sätzen mit 6:3 und 7:6 gegen die Nummer zwölf der Setzliste Jerzy Janowicz (Polen) durchsetzen konnte.
Setzliste
| Nr. | Spieler                 | Erreichte Runde |
| --- | ----------------------- | --------------- |
| 01. | Bernard Tomic           | Viertelfinale   |
| 02. | César Ramírez           | Halbfinale      |
| 03. | Jonathan Eysseric       | Achtelfinale    |
| 04. | Yuki Bhambri            | 1. Runde        |
| 05. | Henrique Cunha          | 2. Runde        |
| 06. | José Pereira            | 2. Runde        |
| 07. | Marcelo Arévalo         | 1. Runde        |
| 08. | Juan Vazquez-Valenzuela | 1. Runde        |

| Nr. | Spieler              | Erreichte Runde |
| --- | -------------------- | --------------- |
| 09. | Ryan Harrison        | Achtelfinale    |
| 10. | Alexei Grigorow      | 1. Runde        |
| 11. | Cedrik-Marcel Stebe  | 1. Runde        |
| 12. | Jerzy Janowicz       | Finale          |
| 13. | Peerakit Siributwong | 1. Runde        |
| 14. | Grigor Dimitrow      | Viertelfinale   |
| 15. | Alexandre Folie      | 1. Runde        |
| 16. | David Goffin         | 2. Runde        |

### Juniorinneneinzel
Setzliste
| Nr. | Spielerin               | Erreichte Runde |
| --- | ----------------------- | --------------- |
| 01. | Melanie Oudin           | Viertelfinale   |
| 02. | Arantxa Rus             | Halbfinale      |
| 03. | Noppawan Lertcheewakarn | Achtelfinale    |
| 04. | Ana Bogdan              | 1. Runde        |
| 05. | Jessica Moore           | Achtelfinale    |
| 06. | Polona Hercog           | Viertelfinale   |
| 07. | Bojana Jovanovski       | Achtelfinale    |
| 08. | Kurumi Nara             | 1. Runde        |

| Nr. | Spielerin         | Erreichte Runde |
| --- | ----------------- | --------------- |
| 09. | Simona Halep      | Sieg            |
| 10. | Elena Bogdan      | Finale          |
| 11. | Nikola Hofmanova  | Achtelfinale    |
| 12. | Johanna Konta     | 1. Runde        |
| 13. | Xenija Lykina     | Viertelfinale   |
| 14. | Jessy Rompies     | 1. Runde        |
| 15. | Elena Chernyakova | 1. Runde        |
| 16. | Katarzyna Piter   | 1. Runde        |

### Juniorendoppel
Setzliste
| Nr. | Paarung                      | Erreichte Runde |
| --- | ---------------------------- | --------------- |
| 01. | Henrique Cunha César Ramírez | 1. Runde        |
| 02. | Ryan Harrison Bradley Klahn  | 1. Runde        |
| 03. | Alexandre Folie David Goffin | 1. Runde        |
| 04. | Andrew Thomas Bernard Tomic  | 1. Runde        |

| Nr. | Paarung                                      | Erreichte Runde |
| --- | -------------------------------------------- | --------------- |
| 05. | Marcelo Arévalo D. Wu                        | 1. Runde        |
| 06. | Takanyi Garanganga Kittipong Wachiramanowong | 1. Runde        |
| 07. | Yuki Bhambri Ilija Vučić                     | Achtelfinale    |
| 08. | Cho Soong-jae Peerakit Siributwong           | 1. Runde        |

### Juniorinnendoppel
Setzliste
| Nr. | Paarung                               | Erreichte Runde |
| --- | ------------------------------------- | --------------- |
| 01. | Elena Bogdan Simona Halep             | 1. Runde        |
| 02. | Noppawan Lertcheewakarn Jessy Rompies | Viertelfinale   |
| 03. | Xenija Lykina Kurumi Nara             | Achtelfinale    |
| 04. | Mallory Burdette Melanie Oudin        | Viertelfinale   |

| Nr. | Paarung                               | Erreichte Runde |
| --- | ------------------------------------- | --------------- |
| 05. | Alexandra Damaschin Bojana Jovanovski | Achtelfinale    |
| 06. | Jade Curtis Nikola Hofmanova          | Halbfinale      |
| 07. | Lesley Kerkhove Arantxa Rus           | Finale          |
| 08. | Polona Hercog Jessica Moore           | Sieg            |

## Rollstuhltennis

### Herreneinzel-Rollstuhl
Setzliste
| Nr. | Spieler         | Erreichte Runde |
| --- | --------------- | --------------- |
| 01. | Shingo Kunieda  | Sieg            |
| 02. | Robin Ammerlaan | Finale          |

### Dameneinzel-Rollstuhl
Setzliste
| Nr. | Spielerin      | Erreichte Runde |
| --- | -------------- | --------------- |
| 01. | Esther Vergeer | Sieg            |
| 02. | Korie Homan    | Finale          |

### Herrendoppel-Rollstuhl
Setzliste
| Nr. | Paarung                         | Erreichte Runde |
| --- | ------------------------------- | --------------- |
| 01. | Robin Ammerlaan Ronald Vink     | Finale          |
| 02. | Shingo Kunieda Maikel Scheffers | Sieg            |

### Damendoppel-Rollstuhl
Setzliste
| Nr. | Paarung                        | Erreichte Runde |
| --- | ------------------------------ | --------------- |
| 01. | Jiske Griffioen Esther Vergeer | Sieg            |
| 02. | Korie Homan Sharon Walraven    | Finale          |